# Y'a un truc
 (février 2025).
Motif : Émission ayant duré seulement neuf mois il y a 50 ans, et tombée depuis dans l’oubli.
- Archive Wikiwix
- Bing
- Cairn
- DuckDuckGo
- E. Universalis
- Gallica
- Google
- G. Books
- G. News
- G. Scholar
- Persée
- Qwant
- (zh) Baidu
- (ru) Yandex
- (wd) trouver des œuvres sur Wikidata

| 1. | Préciser le motif de la pose du bandeau. | Précisez le motif de la pose du bandeau en utilisant la syntaxe suivante : {{admissibilité à vérifier\|date=mars 2025\|motif=remplacez ce texte par le motif}}                   |
| 2. | Informer les utilisateurs concernés.     | Pensez à avertir le créateur de l'article, par exemple, en insérant le code ci-dessous sur sa page de discussion : {{subst:avertissement admissibilité à vérifier\|Y'a un truc}} |

Y'a un truc était un jeu télévisé diffusé du lundi au samedi à une heure de grande écoute (avant le journal de 20 h, à 19 h 45), créé par Armand Jammot et Jacques-Gérard Cornu et présenté par Gérard Majax et Vonny sur Antenne 2, diffusé du 15 septembre 1975 au 29 juin 1976.
Le principe de l'émission était simple. Un tour de magie était présenté par Gérard Majax ou par un téléspectateur. Les candidats pouvaient alors poser une question et proposer une solution.
Certains trucs reposaient sur un principe physique simple, par exemple un truc qui sollicita très longtemps la sagacité des téléspectateurs était de faire s'écarter des grains de poivre disposés à la surface d'un verre d'eau. 